# Rosa Albach-Retty
Rosa Albach-Retty, geboren als Rosa Retty (Hanau (Duitsland), 26 december 1874 - Baden (Oostenrijk), 26 augustus 1980) was een Oostenrijks actrice. Zij was de grootmoeder van de bekende actrice Romy Schneider.

## Levensloop
Retty werd geboren als dochter van toneelspeler en regisseur Rudolf Retty. Zij begon haar acteerloopbaan in Berlijn in het Deutsches Theater en het Lessing Theater.
In 1895 ging ze naar het Volkstheater in Wenen en vanaf 1903 acteerde ze er in het Burgtheater. Retty werd in 1905 benoemd tot Hofschauspielerin. Ze was daarmee de laatste actrice die deze titel kreeg. In 1928 werd Albach-Retty er erelid en in 1958 gaf ze er haar afscheidsvoorstelling waarbij ze van de Stad Wenen de Josef-Kainz-Medaille ontving.
In 1930 kreeg Albach-Retty haar eerste filmrol in de film Geld auf der Straße. Tot in 1956 speelde ze mee in een vijftiental films. Haar laatste film was Der Kongreß tanzt van regisseur Franz Antel.
Op honderdjarige leeftijd verscheen haar autobiografie So kurz sind 100 Jahre. Albach-Retty stierf op 105-jarige leeftijd. Ze kreeg een eregraf op het Wiener Zentralfriedhof.

## Huwelijk en nakomelingen
Rosa Retty trouwde met keizerlijk officier Karl Albach en adopteerde daarbij diens naam. Hun zoon, Wolf Albach-Retty werd eveneens acteur. Hij huwde met de actrice Magda Schneider en uit dit huwelijk werd de bekende actrice Romy Schneider geboren. Romy's dochter Sarah Biasini werd eveneens actrice.

## Filmografie
- 1930 : Geld auf der Straße
- 1935 : Episode
- 1939 : Hotel Sacher
- 1939 : Maria Ilona
- 1941 : Dreimal Hochzeit
- 1942 : Die Heimliche Gräfin
- 1942 : Wen die Götter lieben
- 1943 : Wien 1910
- 1948 : The Mozart Story
- 1951 : Der Alte Sünder
- 1951 : Wenn eine Wienerin Walzer tanzt
- 1951 : Maria Theresia van Emil-Edwin Reinert
- 1952 : Abenteuer in Wien van Emil-Edwin Reinert
- 1953 : Der Verschwender
- 1956 : Der Kongreß tanzt van Franz Antel